# 西北見駅
西北見駅（にしきたみえき）は、北海道北見市緑町6丁目にある北海道旅客鉄道（JR北海道）石北本線の駅である。駅番号はA59。

## 歴史
- 1986年（昭和61年）11月1日：日本国有鉄道の西北見臨時乗降場として開業[1][3]。旅客のみ取扱い[1]。無人駅[2]。
- 1987年（昭和62年）4月1日：国鉄分割民営化により北海道旅客鉄道（JR北海道）に継承[3]。同時に駅昇格[3]。

### 駅名の由来
北見駅の西方にあることから。開業前の仮称は「三輪」であった。

## 駅構造
単式ホーム1面1線の構造を持つ地上駅。
北見駅管理の無人駅。打放しコンクリートの待合室は、北見市の特産物タマネギがデザインされたものである。

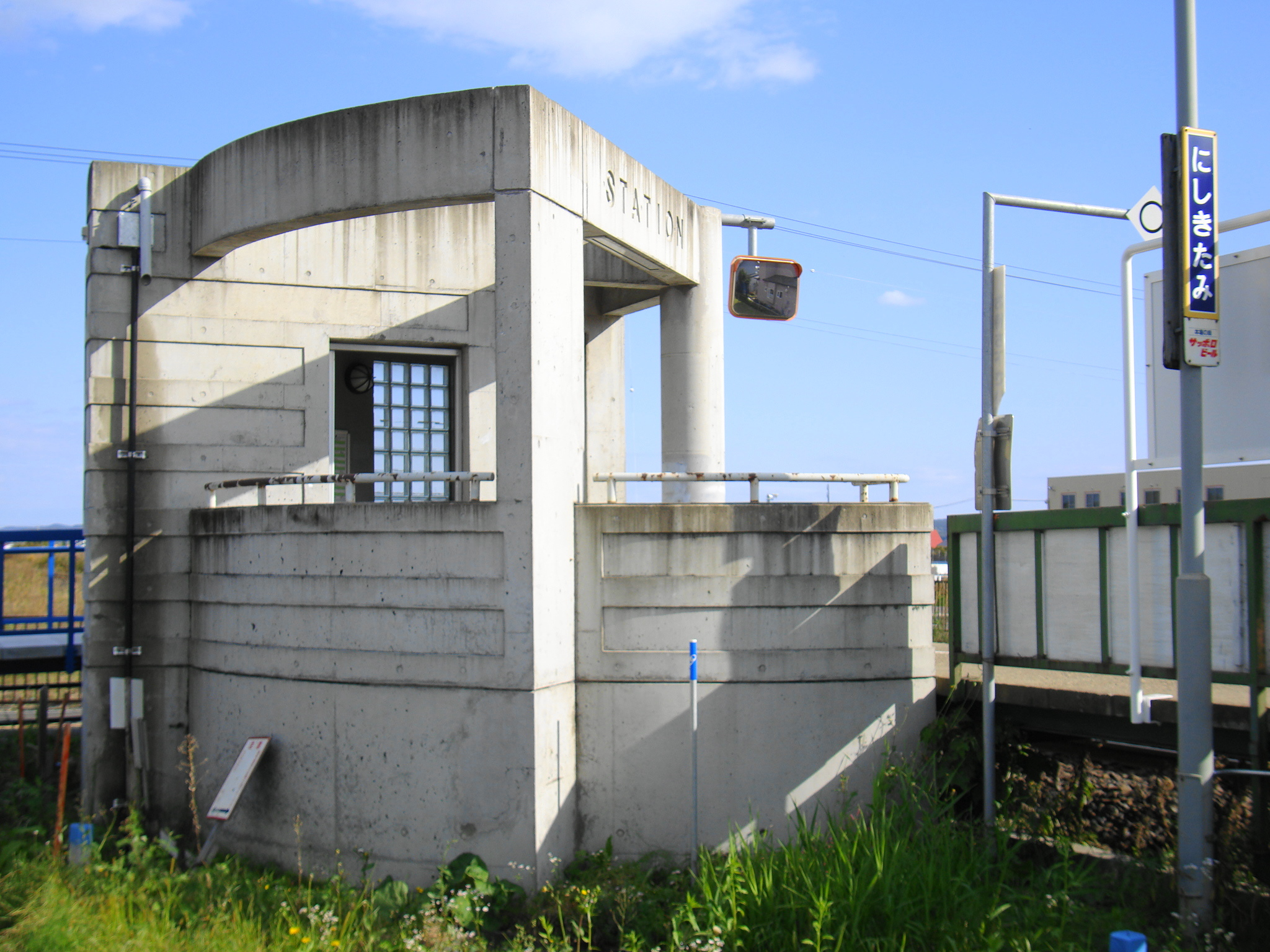
待合室外観（2009年10月）
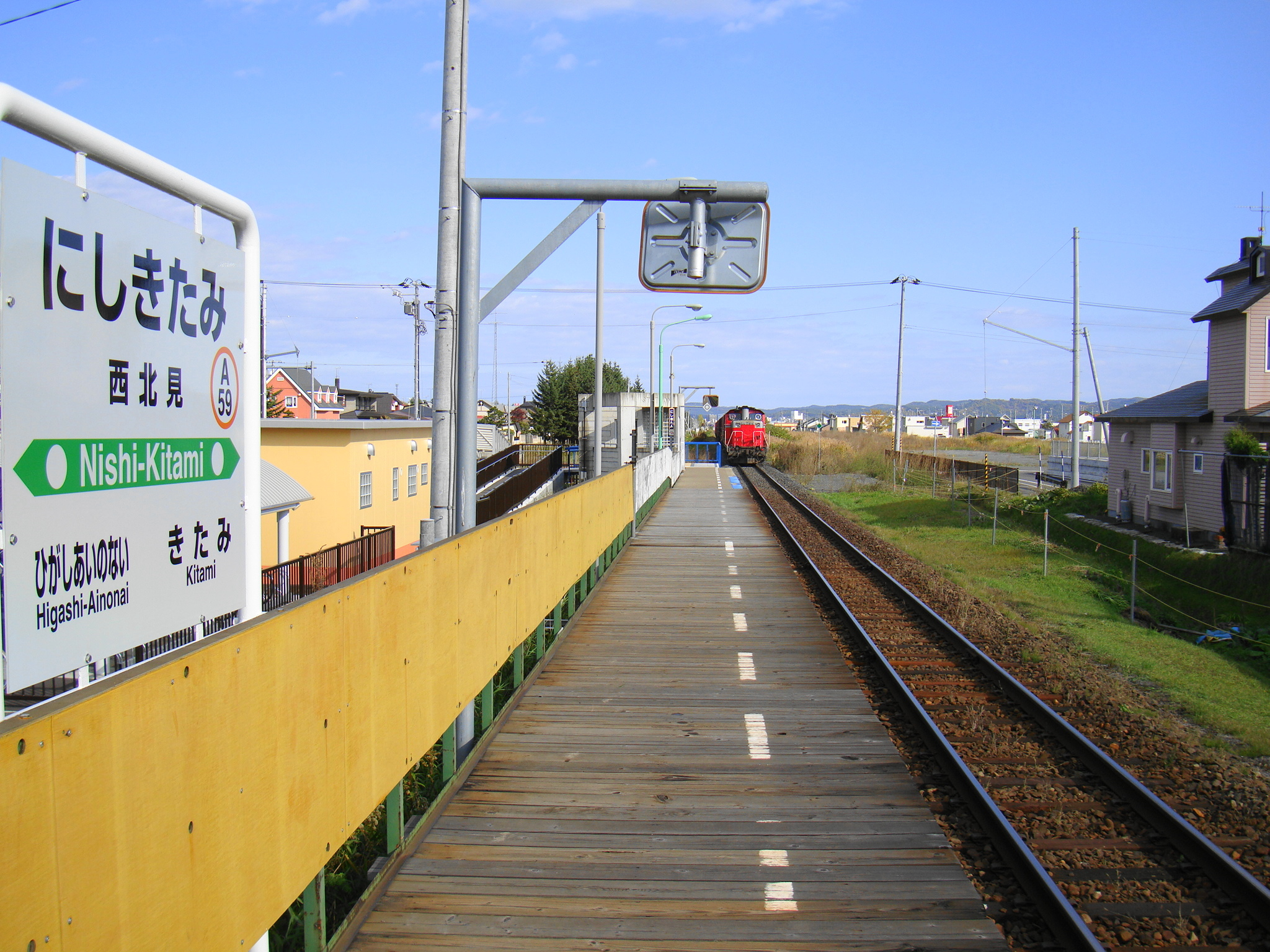
ホーム（2009年10月）
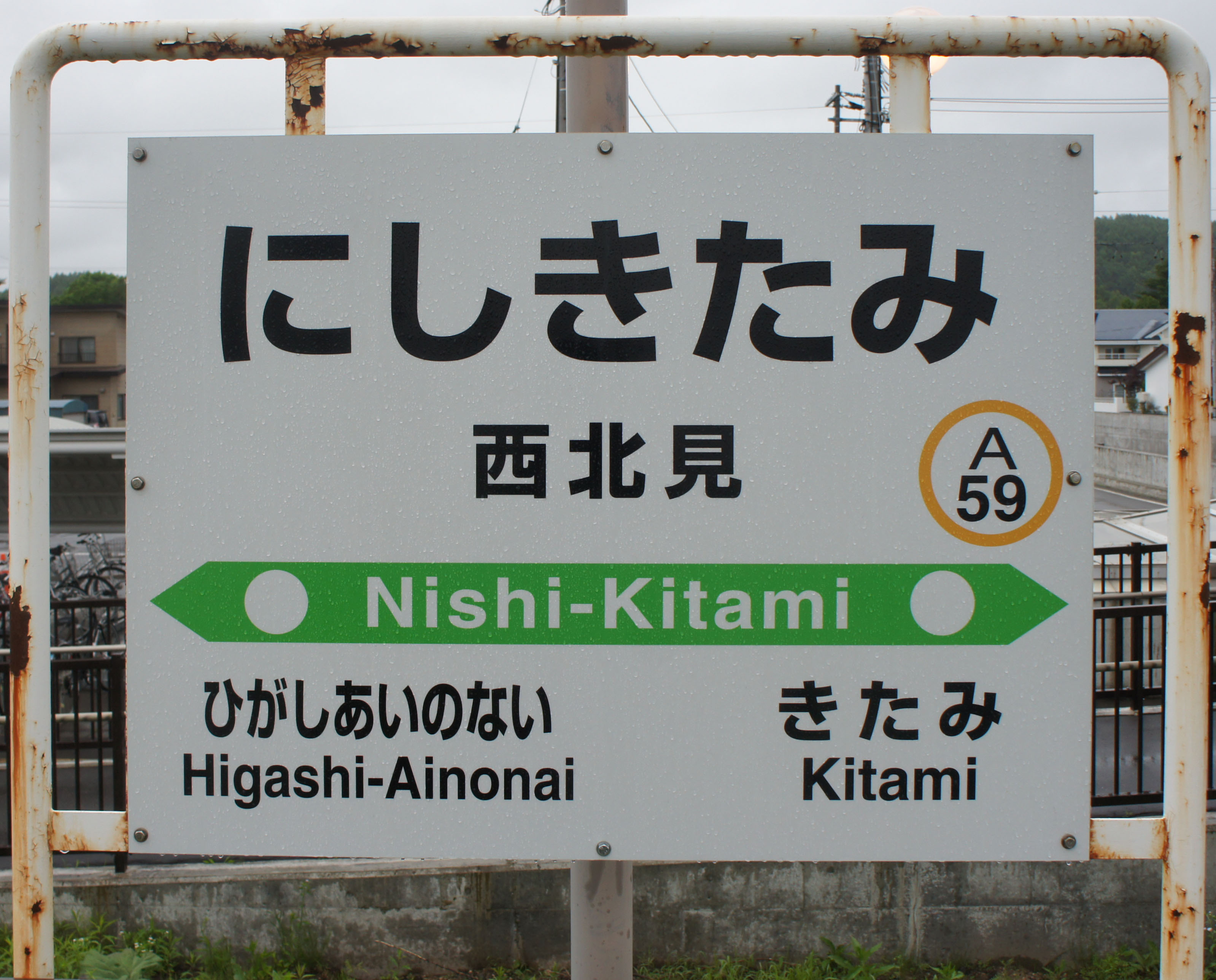
駅名標（2018年7月）

## 利用状況
乗車人員の推移は以下のとおり。年間の値のみ判明している年については、当該年度の日数で除した値を括弧書きで1日平均欄に示す。乗降人員のみが判明している場合は、1/2した値を括弧書きで記した。
また、「JR調査」については、当該の年度を最終年とする過去5年間の各調査日における平均である。
| 年度               | 乗車人員 | 乗車人員 | 乗車人員 | 出典       | 備考 |
| 年度               | 年間     | 1日平均  | JR調査   | 出典       | 備考 |
| ------------------ | -------- | -------- | -------- | ---------- | ---- |
| 2016年（平成28年） |          |          | 193.0    | [ JR北 1 ] |      |
| 2017年（平成29年） |          |          | 178.8    | [ JR北 2 ] |      |
| 2018年（平成30年） |          |          | 161.6    | [ JR北 3 ] |      |
| 2019年（令和元年） |          |          | 149.0    | [ JR北 4 ] |      |
| 2020年（令和02年） |          |          | 138.6    | [ JR北 5 ] |      |
| 2021年（令和03年） |          |          | 115.2    | [ JR北 6 ] |      |
| 2022年（令和04年） |          |          | 100.6    | [ JR北 7 ] |      |
| 2023年（令和05年） |          |          | 81.0     | [ JR北 8 ] |      |

## 駅周辺
北見市のベッドタウンとなっており、閑静な住宅街が広がる。駅横を通る北海道道943号は2008年に地下立体交差化されており、自動車で至る場合は迂回が必要となる。
- 北海道道943号北見環状線（西8号線、大正通）
- 北見緑町郵便局
- 北海道北見緑陵高等学校
- 卸売団地
  - 北見卸町簡易郵便局
  - 北見信用金庫卸町支店
- 北見運転免許試験場
- 北海道北見バス「西北見駅」停留所[6]
- 北見若葉テレビ中継局

## 隣の駅
北海道旅客鉄道（JR北海道）
■石北本線

■普通
東相内駅 (A58) - 西北見駅 (A59) - 北見駅 (A60)

### JR北海道
1. ↑  「石北線（新旭川・網走間）」（PDF）『線区データ（当社単独では維持することが困難な線区）』、北海道旅客鉄道、2017年12月8日。オリジナルの2017年12月9日時点におけるアーカイブ。2017年12月10日閲覧。
2. ↑  「石北線（新旭川・網走間）」（PDF）『線区データ（当社単独では維持することが困難な線区）(地域交通を持続的に維持するために)』、北海道旅客鉄道株式会社、3頁、2018年7月2日。オリジナルの2018年8月19日時点におけるアーカイブ。2018年8月19日閲覧。
3. ↑  “石北線（新旭川・網走間）” (PDF). 線区データ（当社単独では維持することが困難な線区）(地域交通を持続的に維持するために).   北海道旅客鉄道. p. 3 (2019年10月18日). 2019年10月18日時点のオリジナルよりアーカイブ。2019年10月18日閲覧。
4. ↑  “石北線（新旭川・網走間）” (PDF). 地域交通を持続的に維持するために > 輸送密度200人以上2,000人未満の線区（「黄色」8線区）.   北海道旅客鉄道. p. 3・4 (2020年10月30日). 2020年11月2日時点のオリジナルよりアーカイブ。2020年11月2日閲覧。
5. ↑  “駅別乗車人員  特定日調査（平日）に基づく”.   北海道旅客鉄道. 2022年8月3日時点のオリジナルよりアーカイブ。2022年8月14日閲覧。
6. ↑  “駅別乗車人員  特定日調査（平日）に基づく”.   北海道旅客鉄道. 2022年9月3日時点のオリジナルよりアーカイブ。2022年9月3日閲覧。
7. ↑  “駅別乗車人員  特定日調査（平日）に基づく”.   北海道旅客鉄道. 2023年11月10日時点のオリジナルよりアーカイブ。2023年11月10日閲覧。
8. ↑  “駅別乗車人員  特定日調査（平日）に基づく”.   北海道旅客鉄道 (2024年). 2024年9月9日時点のオリジナルよりアーカイブ。2024年9月9日閲覧。